# Dystrykt Centralny (Fidżi)

Na mapie zaznaczono dystrykt centralny.

Dystrykt Centralny – jeden z 4 dystryktów Fidżi. Składa się z pięciu prowincji: Naitasiri, Namosi, Rewa, Serua and Tailevu.
Stolicą dystryktu jest Suva, która jest także stolicą Fidżi. Dystrykt składa się ze wschodniej części największej wyspy Fidżi, Viti Levu, oraz kilku mniejszych wysp, włączając Beqa.
Głównym dobrem eksportowym tej części Fidżi jest cukier, kopra i banany.